# دنيس بات برادي
دنيس بات برادي (بالإنجليزية: Dennis Pat Brady)‏ (18 يناير 1928 - ) هو ملاكم أمريكي.

## روابط خارجية
- دنيس بات برادي على موقع بوكس ريك (الإنجليزية) (registration required)